# Stina Sorbon

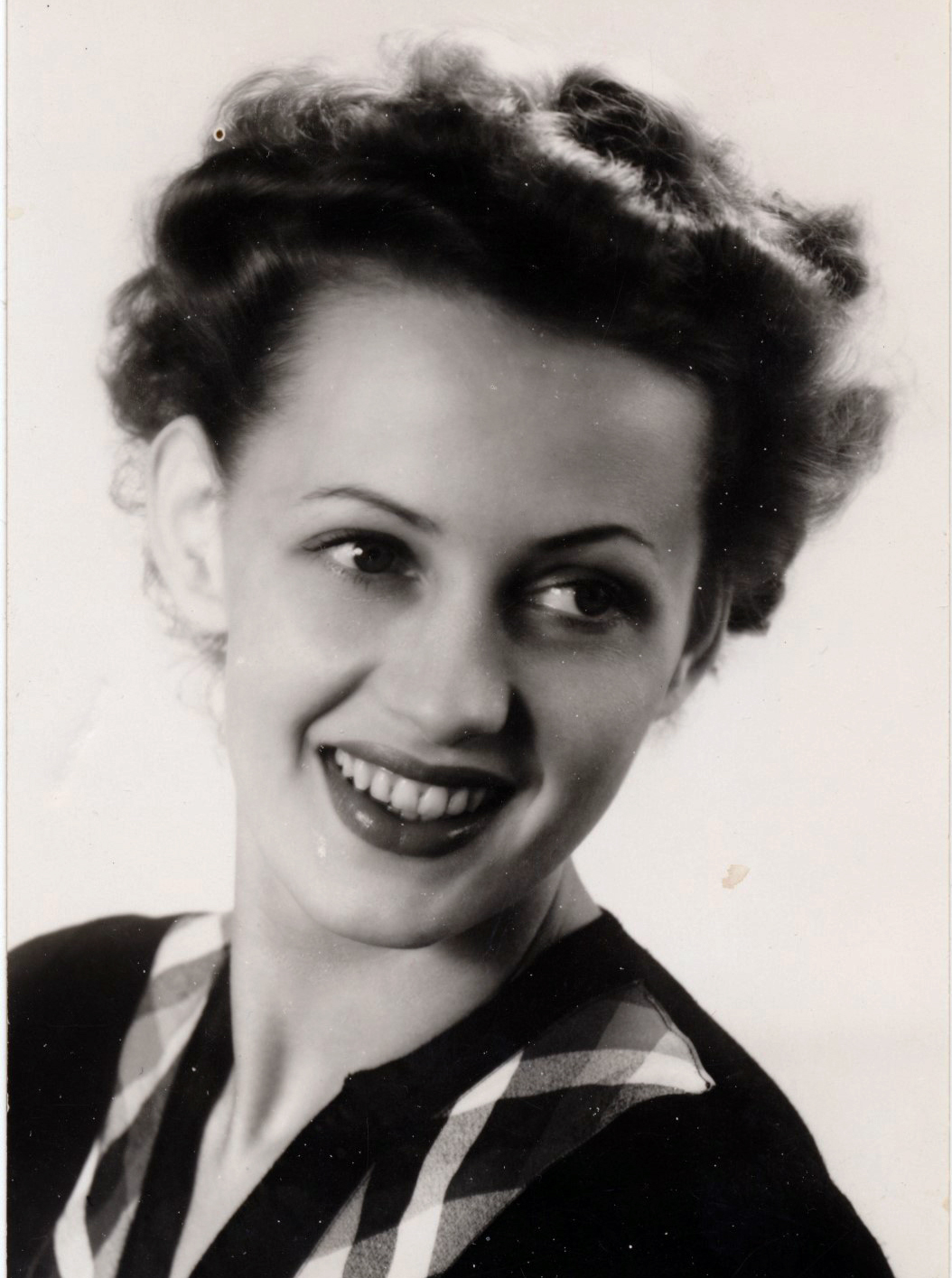
Christina Sorbon en 1939

Stina Sorbon (9 de marzo de 1918 - 15 de marzo de 1996) fue una cantante y actriz de nacionalidad sueca.

## Biografía
Su verdadero nombre era Christina Sorbon, y nació en el Municipio de Södertälje, Suecia, siendo su padre el fotógrafo David Sorbon y sus hermanos Ulla, Marie-Louise, Bert y Birgitta Sorbon Malmsten. 
Cursó estudios de interpretación bajo la dirección de Valborg Hansson, y actuó en varias películas en las décadas de 1930 y 1940. Además, y junto a sus hermanas, formó el trío de cantantes conocidas como Sorbon Sisters. 
Desde 1946 estuvo casada con el músico y cantante Ulrik Neumann (1918–1994), con el cual tuvo a Ulla y Mikael Neumann.
Stina Sorbon falleció en 1996 en el Municipio de Vellinge, Suecia.

## Filmografía
- 1936 : Flickorna på Uppåkra
- 1936 : Bröllopsresan
- 1936 : 33.333
- 1937 : Klart till drabbning
- 1939 : Vi två
- 1939 : Ombyte förnöjer
- 1939 : Hennes lilla Majestät
- 1940 : Karusellen går
- 1940 : Kronans käcka gossar
- 1941 : Söderpojkar
- 1943 : Hans Majestäts rival
- 1943 : Sophienlund
- 1943 : En fånge har rymt
- 1945 : 13 stolar
- 1946 : Hundra dragspel och en flicka
- 1949 : Hur tokigt som helst
- 1951 : Livat på luckan

## Teatro
- 1943 : Arsénico y encaje antiguo, de Joseph Kesselring, dirección de Torsten Hammarén, Teatro Oscar[2]
- 1944 : Arsénico y encaje antiguo, de Joseph Kesselring, dirección de Hasse Ekman, Teatro Oscar[3]
- 1945 : En förtjusande fröken, de Ralph Benatzky, dirección de Max Hansen, Vasateatern[4]